# Герб Курісового
Герб Курісового — офіційний символ села Курісове Березівського району, затверджений 4 жовтня 2011 р. рішенням №67-VI сесії Петрівської сільської ради.
У синьому щиті золотий палац, з якого виникає такий самий лев, що тримає в лапах зелену гілку, супроводжуваний вгорі срібним покровом, обтяженим золотими хрестами, що супроводжується зверху срібною восьмипроменевою зіркою. Щит вписаний в золотий декоративний картуш і увінчаний срібною міською короною.